# Beluga-Dreieck

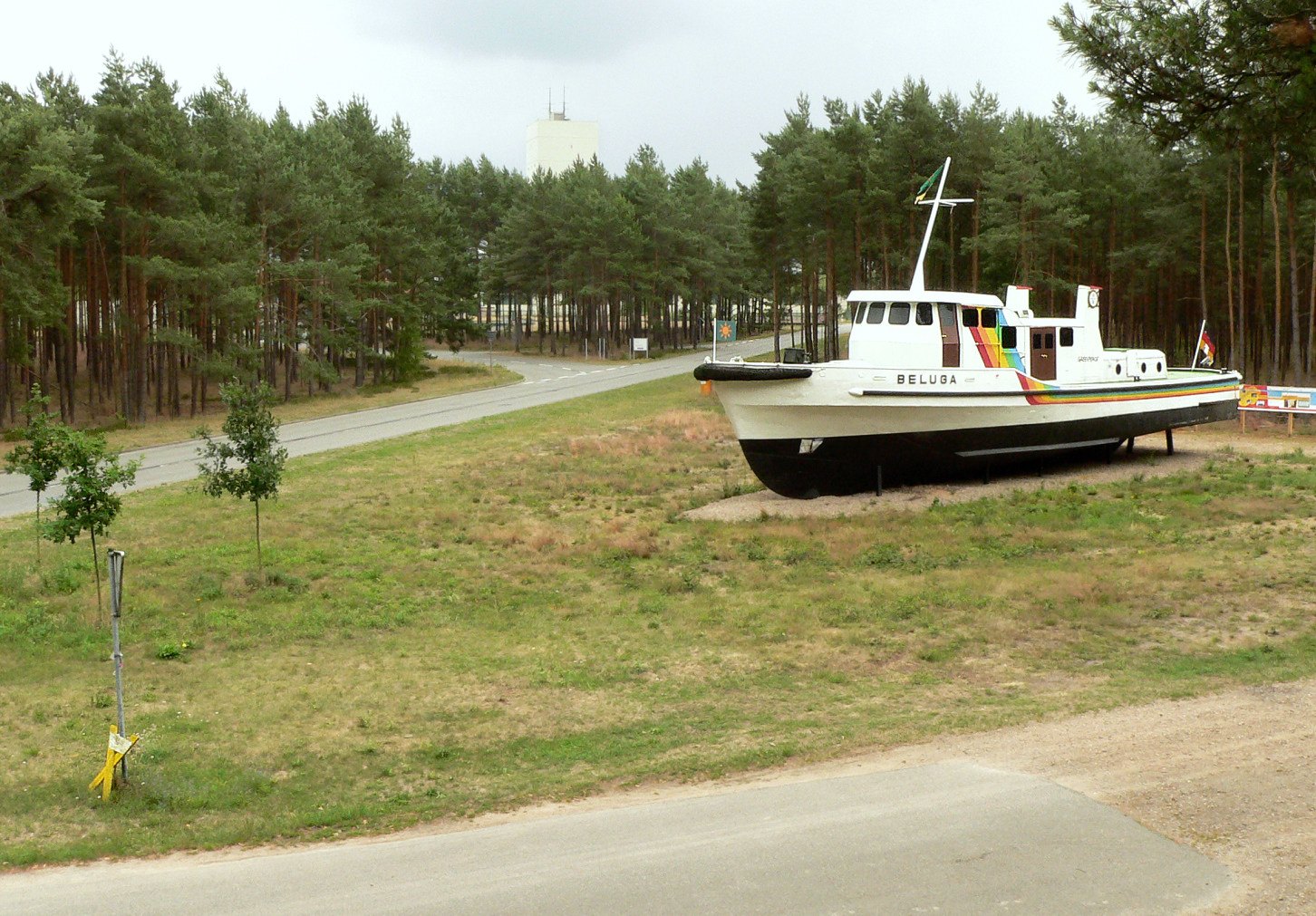
Das Greenpeace-Schiff Beluga als Mahnmal im Zugangsbereich zum Atommüll-Endlager Gorleben

Das Beluga-Dreieck in Gorleben ist ein Ort des Widerstandes mit dem Aktionsschiff Beluga der Umweltschutzorganisation Greenpeace als Mahnmal.

## Vorgeschichte der Beluga I
Das 1960 in Dienst gestellte Schiff Beluga I wurde von 1985 bis 2004 von Greenpeace als Laborschiff verwendet, um Schadstoffmessungen in Gewässern durchzuführen. 1997 wurde mit der Beluga im Meer vor Sellafield Proben geholt, mit denen nachgewiesen wurde, dass von Sellafield aus die Nordsee mit Nukliden verseucht wird. Mit diesen Ergebnissen konnte Greenpeace Druck auf die deutsche Politik ausüben, sodass kein Atommüll mehr zur Wiederaufarbeitung nach La Hague und Sellafield ausgeliefert wurde. Seit diesem Erfolg ist die Beluga ein Symbol der Antiatombewegung und des Widerstandes geworden. Am 13. Mai 2013 wurde das Schiff nach Gorleben gebracht und vor dem Salzstock als Mahnmal aufgestellt.

## Vorgeschichte von Gorleben
1977 fiel die Standortentscheidung für das atomare Endlager sowie das Nationale Entsorgungszentrum in Gorleben. Mit dem Gorleben-Treck 1979 starteten die ersten Proteste gegen die geplanten Kernenergieanlagen in Gorleben. Bei Probebohrungen wurde am Bohrloch 1004 das Hüttendorf Republik Freies Wendland gegründet. Bis 2011 fanden Castor-Transporte nach Gorleben statt, die jeweils mit großen Demonstrationen, Sitzblockaden und Ankettaktionen begleitet wurden. Parallel dazu wurde 1989 die Kulturelle Landpartie ins Leben gerufen, die jährlich zwischen Himmelfahrt und Pfingsten stattfindet. Bewohner des Wendlands, von Künstlern, Handwerkern bis SoLaWi öffnen ihre Ateliers, Werkstätten und Höfe, um sich und ihr Wirken zu präsentieren. 2015 wurde die erste „Kulturelle Widerstandspartie“ vor den Toren, an den Zufahrtsstraßen des Bergwerkgeländes, und rund um die Beluga gefeiert.

## Namensgebung

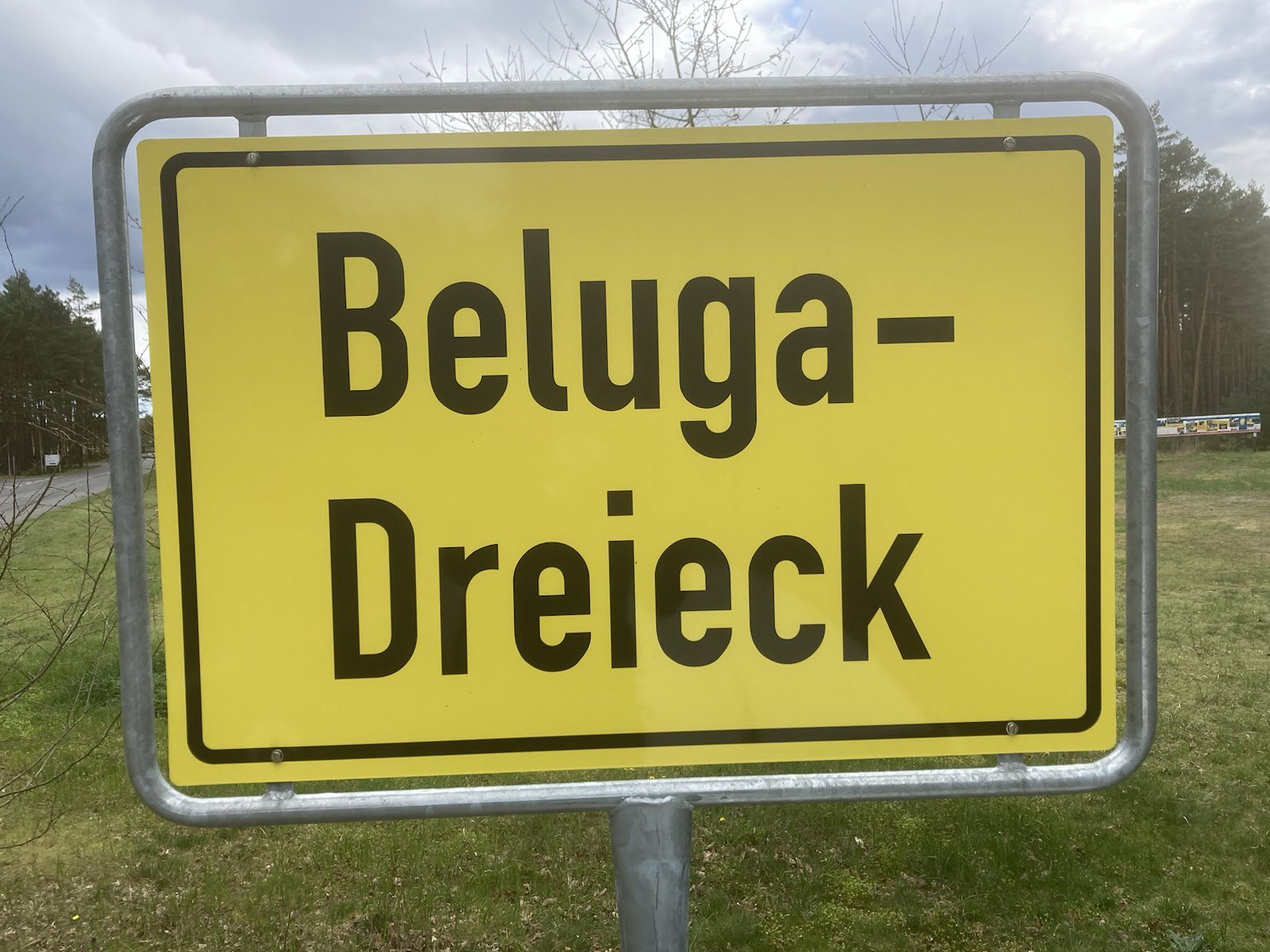
Symbolisches Ortsschild am Beluga-Dreieck

Den Namen Beluga-Dreieck bekam dieser Ort 2015 bei der ersten Widerstandspartie durch Aktivisten der Bürgerinitiative Umweltschutz Lüchow-Dannenberg. Es sollte ein selbsternannter Ort werden, denn bis dahin verabredete man sich notgedrungen „an den Atomanlagen“. 2022 bekam das Beluga-Dreieck ein symbolisches Ortsschild.